# H. M. Wynant
H. M. Wynant (născut Chaim Winant; n. 12 februarie 1927, Detroit, Michigan, SUA)  este un actor american de film și televiziune.

## Biografie
Wynant s-a născut în Detroit, Michigan. Și-a făcut debutul în Run of the Arrow⁠(d) (1957), având rolul unui amerindian. În filmul Walt Disney din 1958, Tonka⁠(d), Wynant l-a interpretat pe Yellow Bull, un indian Sioux.
Acesta a avut roluri în lungmetraje precum Pericolul din adancuri⁠(d) (1958), O viață la capătul firului⁠(d) (1965), Track of Thunder⁠(d) (1967), Spionii din elicopter⁠(d) (1968), Marlowe⁠(d) (1969), Cucerirea planetei maimuțelor (1972), The Horror at 37,000 Feet⁠(d) (1973), Hangar 18⁠(d) (1980), Earthbound⁠(d)(1981) și Solar Crisis⁠(d) (1990). Personajul său s-a luptat Elvis Presley în filmul S-a întâmplat la Târgul International⁠(d) din 1963.
În televiziune, Wynant a apărut în seriale de televiziune precum Playhouse 90⁠(d), Sugarfoot⁠(d), Hawaiian Eye⁠(d), Combat!⁠(d), The Wild Wild West, Perry Mason⁠(d), The Twilight Zone, Daniel Boone⁠(d), Gunsmoke⁠(d), Frontier Circus⁠(d), Get Smart⁠(d), Hawaii Five-O⁠(d), The Big Valley⁠(d), Hogan's Heroes, Bat Masterson⁠(d), Mission: Impossible⁠(d), Quincy, M.E.⁠(d) și Dallas.
A fost ales să-l interpreteze pe generalul Philip Sheridan în episodul din 1961, „The Red Petticoat”, al serialului de antologie Death Valley Days⁠(d) găzduit de Stanley Andrews⁠(d).
În ultimii ani, acesta a fost membru al societății pe acțiuni a lui Larry Blamire Stock Company⁠(d), interpretând personaje autoritare în lungmetraje și scurtmetraje precum The Lost Skeleton of Cadavra⁠(d) și Dark and Stormy Night⁠(d). A revenit pe marele ecran în 2011 cu un rol în filmul independent Footprints⁠(d), fiind nominalizat la categoria cel mai bun actor în rol secundar în cadrul Festivalul de Film Independent Method Fest⁠(d).

## Filmografie parțială
- Sweet Smell of Success (1957) - Patron at Toots Shor's (necreditat)
- Run of the Arrow (1957) - Crazy Wolf
- Decision at Sundown (1957) - Spanish
- Oregon Passage (1957) - Black Eagle
- Run Silent, Run Deep (1958) - Corpsman Hendrix (necreditat)
- Tonka (1958) - Yellow Bull
- It Happened at the World's Fair (1963) - Vince Bradley
- The Wheeler Dealers (1963) - Bo Bluedog (necreditat)
- The Slender Thread (1965) - Doctor Morris
- Track of Thunder (1967) - Maxwell Carstairs
- The Search for the Evil One (1967)
- Sail to Glory (1967) - Capt. Dick Brown
- The Helicopter Spies (1968) - The Aksoy Brothers (scene din arhivă)
- Marlowe (1969) - Sonny Steelgrave
- Conquest of the Planet of the Apes (1972) - Hoskyns
- The Horror at 37,000 Feet (1973, Film de televiziune) - Frank Driscoll
- The Last Tycoon (1976) - Man at Dailies (necreditat)
- Grand Jury (1976) - Mr. Potter
- Hangar 18 (1980) - Flight Director
- Earthbound (1981) - Dave
- Solar Crisis (1990) - IXL executive #1
- The Big Empty (1997) - J.W. McCreedy
- Whigmaleerie (2005) - Hector MacDougall
- Trail of the Screaming Forehead (2007) - Dr. Applethorpe
- The Lost Skeleton Returns Again (2008) - General Scottmanson
- Dark and Stormy Night (2009) - Dr. Van Von Vandervon
- Yesterday Was a Lie (2009) - Art Patron
- Footprints (2011) - Victor
- Marafon (2013) - David
- The Adventures of Biffle and Shooster (2015) - 'Montague Shaw' as Andrew
- Living Room Coffin (2018) - Terry